# Josef Petr Mladota ze Solopisk
Josef Petr Mladota ze Solopisk (německy Joseph Peter Mladota von Solopisk; † 26. listopadu 1786 Vídeň), obecně častěji zvaný jen Josef, byl český šlechtic, od roku 1761 svobodný pán z rodu Mladotů ze Solopisk.

## Život

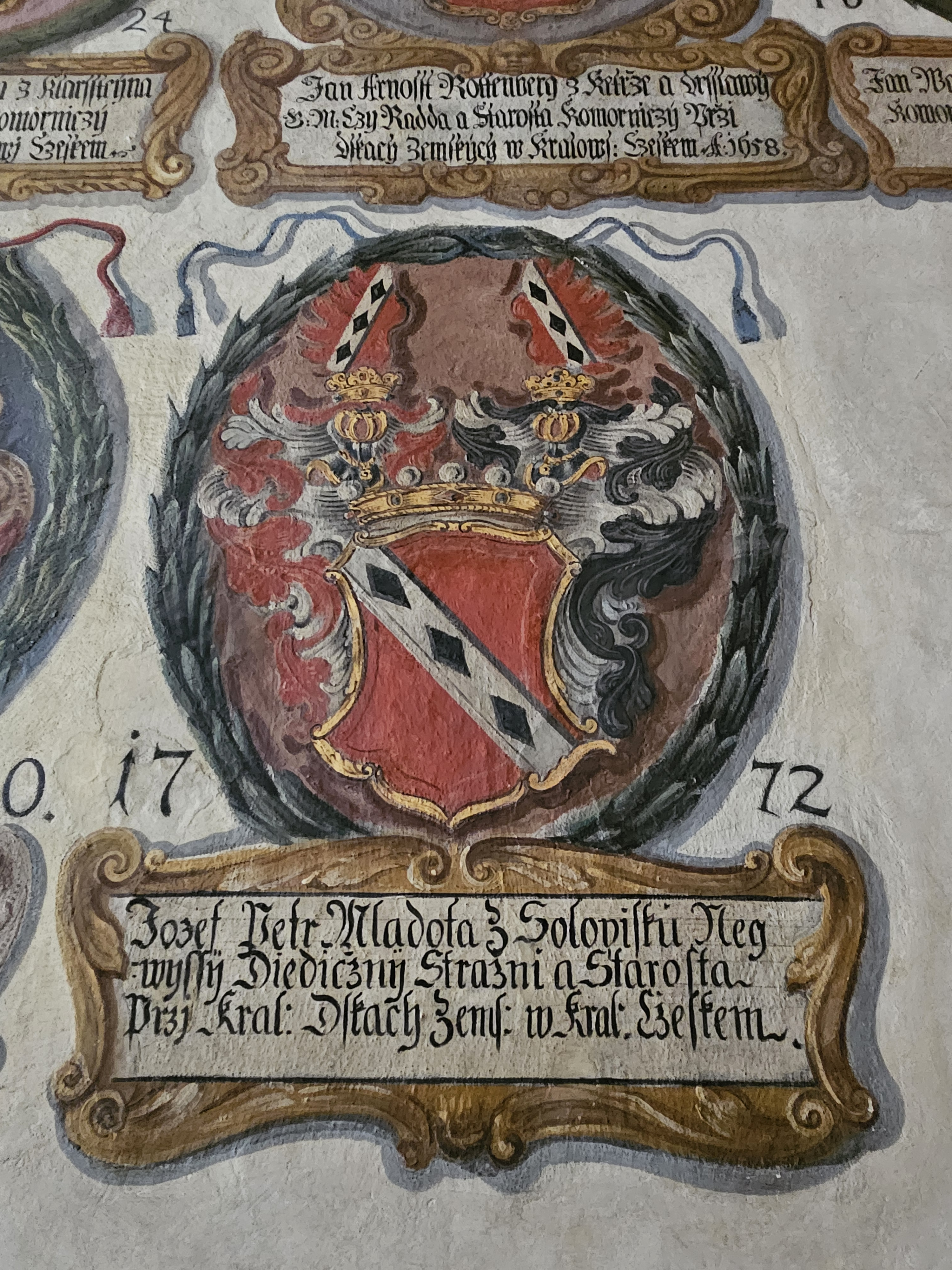
Erb Jana Petra Mladoty ze Solopisk ve Starém královském paláci na Pražském hradě

Dne 6. května 1743 obdržel úřad nejvyššího dveřníka po vyhaslém rodu Karlů ze Svárova, jako jeho první dědičný vykonavatel.
Vystudoval chemii a poté se zabýval mimořádně výnosnou výrobou vzdušných solí, vzdušných vod a vzdušných olejů, které byly v té době velmi oblíbenými a vyhledávanými přípravky. Ty se získávaly se ze zvláštní soli, která se uvolňovala z hradčanské drobové břidlice, zejména ve skalních stěnách Brusky. Podrobné informace o této minerální soli zpracoval Jan Křtitel Josef Zauschner v monografii „De sale a mineralogis haud descripta etc.“ vydané v roce 1768. 

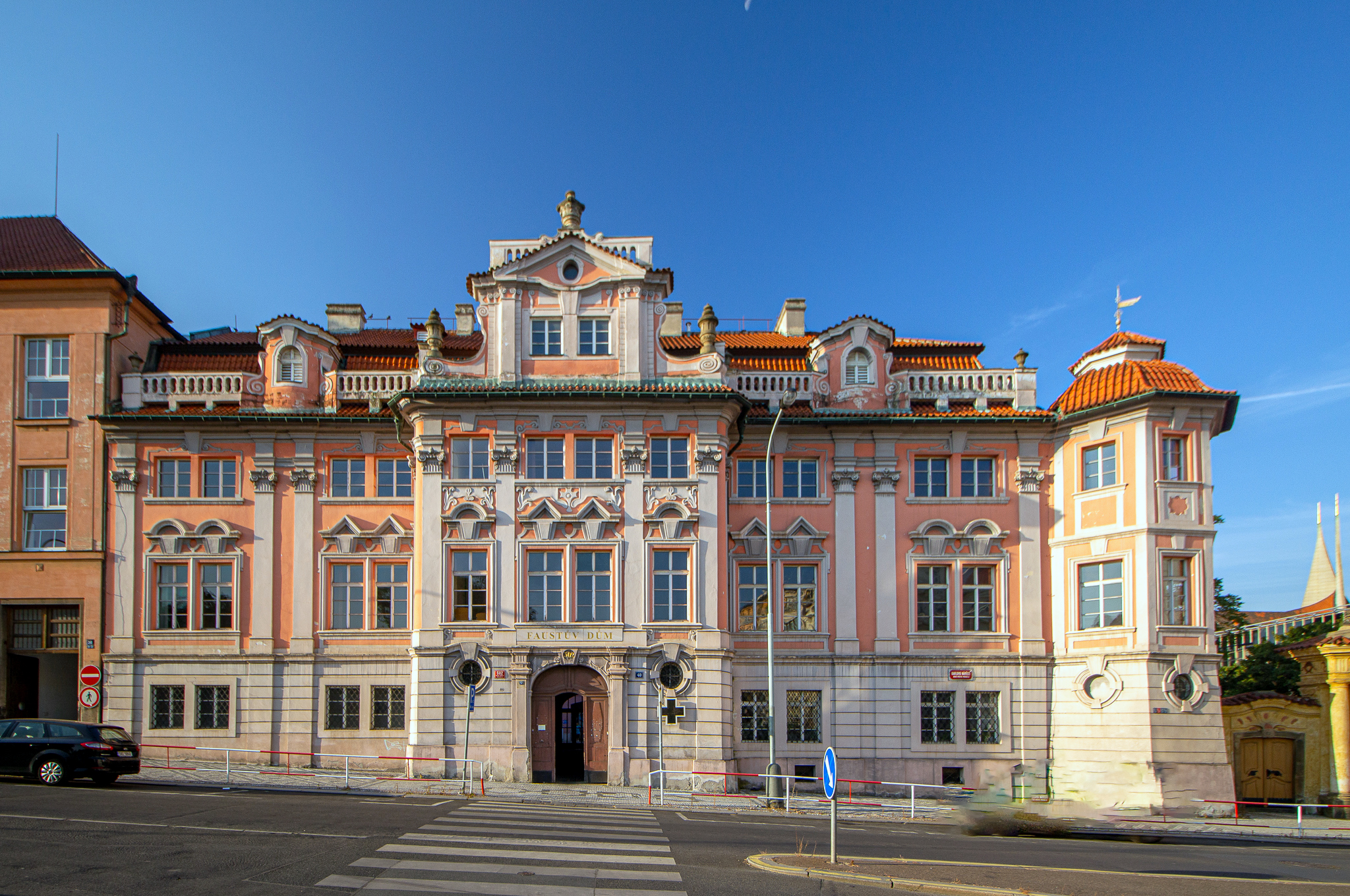
Faustův dům

Své chemické a alchymistické experimenty prováděl svém domě na Novém Městě v Praze na Dobytčím trhu (dnešním Karlově náměstí), zvaném Faustův. Údajně se pokoušel z břidlice získat zlato, jeho pokusy ovšem končily často explozí. To byl patrně důvod, odkud dostal Faustův dům své jméno.  
Jeho syn František (1743 – 1792) byl armádním rytmistrem a členem jedné z tehdy velmi čestných pražských zednářských lóží. 
Spolu s bratry Janem Františkem a Janem Nepomukem byli v roce 1761 za své zásluhy povýšeni do stavu svobodných pánů.